# William Pepperell Montague
William Pepperell Montague (* 11. November 1873 in Chelsea, Massachusetts; † 1. August 1953 in New York City, New York) war ein US-amerikanischer Philosoph.
Montague lehrte seit 1920 als Professor an der Columbia University. Von Josiah Royce beeinflusst und dem idealistischen Personalismus nahestehend wurde er zum führenden Vertreter des amerikanischen Neurealismus.
Er versuchte Wissen und Glauben in einem „spiritualistischen“ und „animistischen“ Materialismus zu vereinigen. Die Philosophie habe – seiner Auffassung nach – die Aufgabe, die Wirklichkeit zu formen.

## Werke
- The New Realism (1912)
- The Way of Knowing or the Methods of Philosophy (1925)
- The Ways of Things. A Philosophy of Knowledge, Nature and Value (1940)

| Personendaten    | Personendaten               |
| ---------------- | --------------------------- |
| NAME             | Montague, William Pepperell |
| ALTERNATIVNAMEN  | Montague, William P.        |
| KURZBESCHREIBUNG | US-amerikanischer Philosoph |
| GEBURTSDATUM     | 11. November 1873           |
| GEBURTSORT       | Chelsea, Massachusetts      |
| STERBEDATUM      | 1. August 1953              |
| STERBEORT        | New York City, New York     |